# Schweizer Parlamentswahlen 1884/Resultate Nationalratswahlen

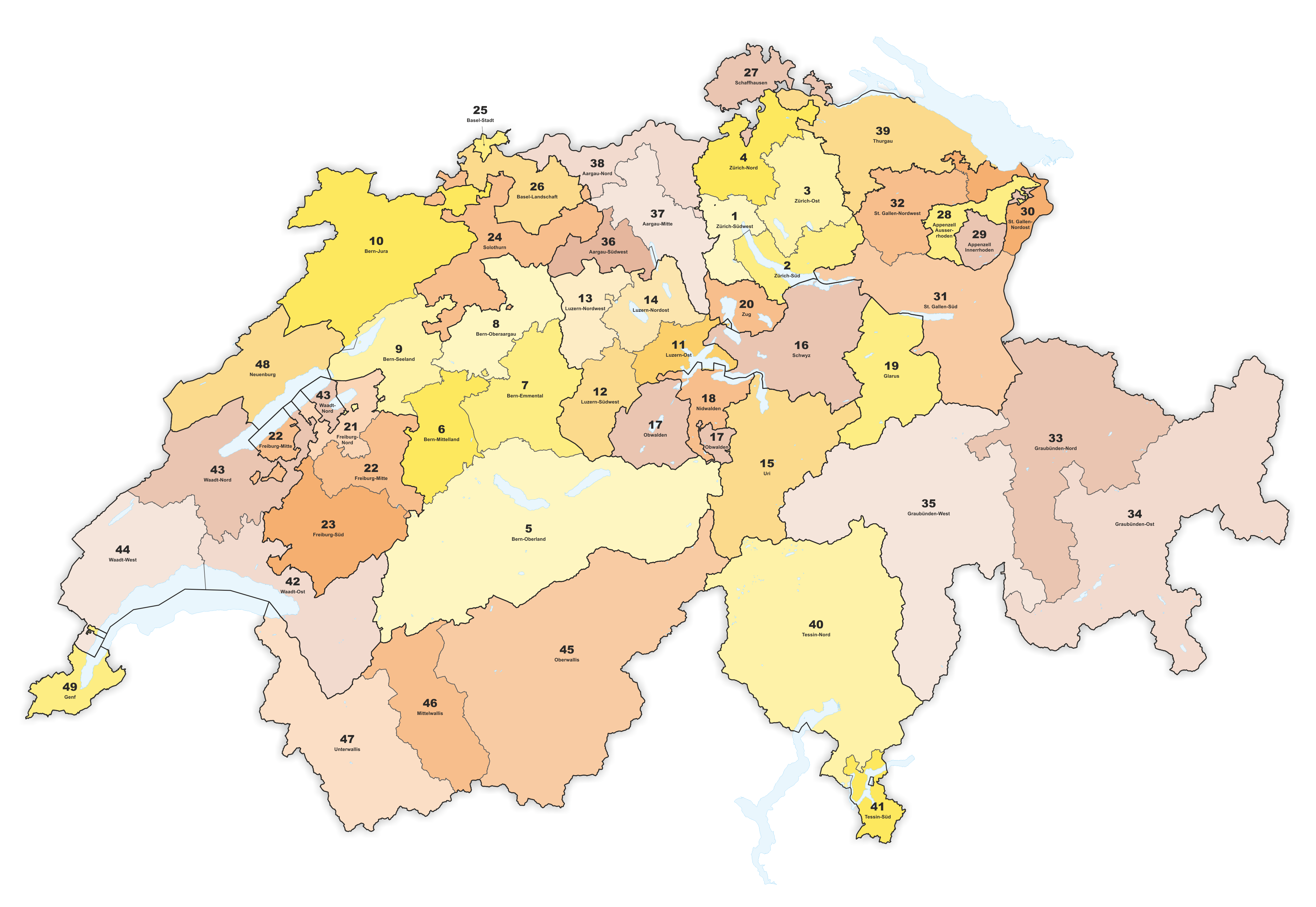
Nationalratswahlkreise von 1881 bis 1890

Die Nationalratswahlen der 13. Legislaturperiode fanden am 26. Oktober 1884 statt. Neu zu besetzen waren 145 Sitze im schweizerischen Nationalrat. Auf dieser Seite findet sich eine Übersicht über die detaillierten Resultate in den Kantonen.

## Erklärungen
Wie bei allen Wahlen vor der Einführung des heute üblichen Proporzwahlrechts im Jahr 1919 gelangte das Majorzwahlrecht zur Anwendung. Das Land war zu diesem Zweck in 49 unterschiedlich grosse Nationalratswahlkreise unterteilt, in denen ein bis fünf Sitze zu vergeben waren. Angewendet wurde die so genannte romanische Mehrheitswahl, bei der ein Kandidat die absolute Mehrheit der abgegebenen Stimmen benötigte, um gewählt zu werden. Jeder Wähler hatte so viele Stimmen, wie Sitze zu vergeben waren. In einzelnen Wahlkreisen waren bis zu drei Wahlgänge notwendig.
- Wahlkreis: Die Wahlkreise waren fortlaufend nummeriert, geordnet nach der Reihenfolge der Kantone in der schweizerischen Bundesverfassung. Aufgrund der wechselnden Anzahl Wahlkreise im Laufe der Jahre erhielten manche mehrmals eine neue Nummer. Deshalb besitzen die weiterführenden Artikel ein Lemma mit einer inoffiziellen geographischen Bezeichnung.
- Gewählte Kandidaten sind fett markiert, nicht gewählte Kandidaten sind kursiv markiert

## Parteien
Eine Zuordnung von Kandidaten zu Parteien und politischen Gruppierungen ist nur bedingt möglich, da sie nicht auf offiziellen Parteilisten kandidierten. Der politischen Wirklichkeit des 19. Jahrhunderts entsprechend kann man eher von Parteiströmungen oder -richtungen sprechen. Die verwendeten Parteibezeichnungen sind daher eine ideologische Einschätzung.
- FL = Freisinnige Linke (Freisinnige, Radikale, Radikaldemokraten)
- LM = Liberale Mitte (Liberale, Liberaldemokraten)
- KK = Katholisch-Konservative
- ER = Evangelische Rechte (evangelische/reformierte Konservative)
- DL = Demokratische Linke (Demokraten, Demokratische Partei)
- Soz = Sozialdemokraten
- BVP = Bernische Volkspartei

## Ergebnisse der Nationalratswahlen

### Kanton Aargau (10 Sitze)
| Wahlkreis | Sitze | Datum                           | Wahlbe- rechtigte | Anzahl Wählende | Wahlbe- teiligung | Gewählte und Nichtgewählte | Partei               | Stimmen                                                        | Anteil                                                         |
| --------- | ----- | ------------------------------- | ----------------- | --------------- | ----------------- | --- | -------------------- | -------------------------------------------------------------- | -------------------------------------------------------------- |
| Nr. 36    | 3     | 26. Oktober 1884                | 10 863            | 9 378           | 86,3 %            | Arnold Künzli Erwin Kurz Ludwig Karrer Arnold Ringier Johann Haberstich                                                             | FL FL LM             | 08 274 07 428 07 026 01 966 00 979                             | 91,2 % 81,9 % 77,5 % 21,7 % 10,8 %                             |
| Nr. 37    | 4     | 26. Oktober 1884                | 16 039            | 13 654          | 85,1 %            | Hans Riniker Johann Rohr Peter Emil Isler Andreas Müller Theodor Haller Gottlieb Käppeli Franz Marti Anton Bruggisser Robert Straub | FL LM KK FL DL LM FL | 12 344 09 282 07 297 04 629 04 557 04 115 03 578 02 767 01 167 | 94,0 % 70,7 % 55,6 % 35,3 % 34,7 % 31,3 % 27,2 % 21,1 % 08,9 % |
| Nr. 37    | 4     | 16. November 1884 (2. Wahlgang) | 16 032            | 13 271          | 82,8 %            | Theodor Haller Andreas Müller | FL KK                | 07 298 04 059                                                  | 61,0 % 33,9 %                                                  |
| Nr. 38    | 3     | 26. Oktober 1884                | 12 499            | 10 867          | 86,9 %            | Emil Welti Emil Albert Baldinger Arnold Münch Josef Jäger                                                                           | LM LM KK FL          | 10 095 10 003 05 771 04 143                                    | 96,1 % 95,2 % 54,9 % 39,4 %                                    |
| Nr. 38    | 3     | 11. Januar 1885                 | 12 498            | 11 111          | 88,9 %            | Karl von Schmid Josef Jäger | KK FL                | 06 370 04 223                                                  | 60,1 % 39,9 %                                                  |

### Kanton Appenzell Ausserrhoden (3 Sitze)
| Wahlkreis | Sitze | Datum            | Wahlbe- rechtigte | Anzahl Wählende | Wahlbe- teiligung | Gewählte und Nichtgewählte                                                 | Partei   | Stimmen           | Anteil               |
| --------- | ----- | ---------------- | ----------------- | --------------- | ----------------- | -------------------------------------------------------------------------- | -------- | ----------------- | -------------------- |
| Nr. 28    | 3     | 26. Oktober 1884 | 12 535            | 9 466           | 75,5 %            | Johann Jakob Sturzenegger Johann Ulrich Eisenhut Johann Conrad Sonderegger | LM LM FL | 7 943 7 900 7 855 | 96,8 % 96,2 % 95,7 % |

### Kanton Appenzell Innerrhoden (1 Sitz)
| Wahlkreis | Sitze | Datum            | Wahlbe- rechtigte | Anzahl Wählende | Wahlbe- teiligung | Gewählte und Nichtgewählte                                         | Partei | Stimmen           | Anteil               |
| --------- | ----- | ---------------- | ----------------- | --------------- | ----------------- | ------------------------------------------------------------------ | ------ | ----------------- | -------------------- |
| Nr. 29    | 1     | 26. Oktober 1884 | 3 020             | 2 419           | 80,1 %            | Karl Justin Sonderegger Albert Joseph Hautle Johann Baptist Dähler | LM KK  | 1 272 0 848 0 245 | 52,6 % 35,0 % 10,1 % |

### Kanton Basel-Landschaft (3 Sitze)
| Wahlkreis | Sitze | Datum            | Wahlbe- rechtigte | Anzahl Wählende | Wahlbe- teiligung | Gewählte und Nichtgewählte                                                    | Partei   | Stimmen                       | Anteil                             |
| --------- | ----- | ---------------- | ----------------- | --------------- | ----------------- | ----------------------------------------------------------------------------- | -------- | ----------------------------- | ---------------------------------- |
| Nr. 26    | 3     | 26. Oktober 1884 | 10 682            | 3 928           | 36,8 %            | Jakob Bernhard Graf Gédéon Thommen Ambrosius Rosenmund Meyer Christian Hägler | FL FL ER | 3 803 3 215 3 210 0 600 0 530 | 99,5 % 84,2 % 84,2 % 15,7 % 13,9 % |

### Kanton Basel-Stadt (3 Sitze)
| Wahlkreis | Sitze | Datum            | Wahlbe- rechtigte | Anzahl Wählende | Wahlbe- teiligung | Gewählte und Nichtgewählte                                                                                                | Partei            | Stimmen                             | Anteil                                    |
| --------- | ----- | ---------------- | ----------------- | --------------- | ----------------- | --- | ----------------- | ----------------------------------- | ----------------------------------------- |
| Nr. 25    | 3     | 26. Oktober 1884 | 10 540            | 6 447           | 61,2 %            | Wilhelm Klein Johann Rudolf Geigy-Merian Karl Burckhardt-Iselin Paul Speiser Eduard Eckenstein Karl Burckhardt-Burckhardt | FL LM FL ER FL ER | 4 529 3 883 3 791 2 583 2 432 1 601 | 70,3 % 60,3 % 58,9 % 40,1 % 37,8 % 24,9 % |

### Kanton Bern (27 Sitze)
| Wahlkreis | Sitze | Datum            | Wahlbe- rechtigte | Anzahl Wählende | Wahlbe- teiligung | Gewählte und Nichtgewählte | Partei      | Stimmen                                                               | Anteil                                                                |
| --------- | ----- | ---------------- | ----------------- | --------------- | ----------------- | --- | ----------- | --------------------------------------------------------------------- | --------------------------------------------------------------------- |
| Nr. 5     | 5     | 26. Oktober 1884 | 19 802            | 11 357          | 57,4 %            | Matthäus Zurbuchen Johann Jakob Rebmann Johann Zürcher Jakob Scherz Carl Samuel Zyro Edmund von Steiger Friedrich Tschanz Friedrich Seiler Andreas Willi Johann Friedrich Luginbühl | FL FL ER    | 08 456 07 528 07 333 07 108 06 925 03 635 02 843 02 792 02 318 01 976 | 74,4 % 66,3 % 64,6 % 62,6 % 61,0 % 32,0 % 25,0 % 24,6 % 20,4 % 17,4 % |
| Nr. 6     | 5     | 26. Oktober 1884 | 18 178            | 9 798           | 53,9 %            | Johann Jakob Hauser Rudolf Brunner Rudolf Rohr Karl Stämpfli Eduard Müller Otto von Büren Edmund von Steiger August Ballif Eduard von Sinner Jakob Burren                           | FL FL ER    | 06 323 06 022 05 868 05 502 04 976 04 182 03 668 03 373 03 355 03 146 | 64,5 % 61,5 % 59,9 % 56,1 % 50,8 % 42,7 % 37,4 % 34,4 % 34,2 % 32,1 % |
| Nr. 7     | 4     | 26. Oktober 1884 | 15 459            | 8 995           | 58,2 %            | Gottlieb Riem Fritz Bühlmann Karl Schenk Karl Karrer Jakob Affolter Andreas Arn Johann Gottlieb Hiltbrunner Gottlieb Beck                                                           | FL FL ER    | 05 097 05 083 05 011 04 847 03 951 03 651 03 512 03 179               | 56,7 % 56,5 % 55,7 % 53,9 % 43,9 % 40,6 % 39,0 % 35,3 %               |
| Nr. 7     | 4     | 11. Januar 1885  | 15 460            | 3 192           | 20,7 %            | Gottlieb Berger | FL          | 03 026                                                                | 94,8 %                                                                |
| Nr. 8     | 4     | 26. Oktober 1884 | 16 821            | 9 034           | 53,7 %            | Johann Bützberger Johann Friedrich Gugelmann Andreas Schmid Rudolf Leuenberger Johannes Schär Emil Elsässer Eduard von Müller Ulrich Dürrenmatt                                     | FL FL BVP   | 05 719 05 642 05 514 05 284 03 234 03 188 02 633 02 394               | 63,3 % 62,4 % 61,0 % 58,5 % 35,8 % 35,3 % 29,1 % 26,5 %               |
| Nr. 9     | 4     | 26. Oktober 1884 | 14 607            | 6 928           | 47,4 %            | Johannes Schlup Eduard Marti Rudolf Niggeler Charles Kuhn Karl Engel Johann Walter Friedrich Hartmann Samuel Marschall Johann Lanz                                                  | FL FL BVP   | 05 209 04 859 04 565 03 644 02 187 01 535 01 427 01 296 01 279        | 75,2 % 70,1 % 65,9 % 52,6 % 31,6 % 22,2 % 20,6 % 18,7 % 18,5 %        |
| Nr. 10    | 5     | 26. Oktober 1884 | 23 170            | 18 168          | 78,4 %            | Joseph Stockmar Henri Cuenat Ernest Francillon Pierre Jolissaint Auguste-Adolphe Klaye Léon Choffat Pierre-Joseph Koller Louis Viatte Édouard Boivin Huguelet                       | FL FL KK ER | 10 251 10 126 10 075 10 033 10 007 08 166 07 997 07 921 07 908 07 709 | 56,4 % 55,7 % 55,4 % 55,2 % 55,1 % 44,9 % 44,0 % 43,6 % 43,5 % 42,4 % |

### Kanton Freiburg (6 Sitze)
| Wahlkreis | Sitze | Datum            | Wahlbe- rechtigte | Anzahl Wählende | Wahlbe- teiligung | Gewählte und Nichtgewählte                                   | Partei   | Stimmen                 | Anteil                      |
| --------- | ----- | ---------------- | ----------------- | --------------- | ----------------- | ------------------------------------------------------------ | -------- | ----------------------- | --------------------------- |
| Nr. 21    | 2     | 26. Oktober 1884 | 8 274             | 6 852           | 82,8 %            | Georges Cressier Georges Python Eduard Huber Eduard Bielmann | KK KK FL | 3 921 3 770 2 911 2 798 | 58,0 % 55,7 % 43,0 % 41,3 % |
| Nr. 22    | 2     | 26. Oktober 1884 | 9 928             | 6 153           | 62,0 %            | Paul Aeby Louis de Wuilleret                                 | KK KK    | 5 884 5 850             | 98,0 % 97,4 %               |
| Nr. 23    | 2     | 26. Oktober 1884 | 10 004            | 5 732           | 57,3 %            | Louis Grand Alphonse Théraulaz                               | KK KK    | 5 611 5 563             | 99,3 % 98,5 %               |

### Kanton Genf (5 Sitze)
| Wahlkreis | Sitze | Datum                           | Wahlbe- rechtigte | Anzahl Wählende | Wahlbe- teiligung | Gewählte und Nichtgewählte | Partei         | Stimmen                                                     | Anteil                                                                |
| --------- | ----- | ------------------------------- | ----------------- | --------------- | ----------------- | --- | -------------- | ----------------------------------------------------------- | --------------------------------------------------------------------- |
| Nr. 49    | 5     | 26. Oktober 1884                | 18 530            | 11 647          | 62,9 %            | Antoine Carteret Adrien Lachenal Georges Favon Jean-Etienne Dufour Gustave-Jules Pictet Moïse Vautier Pierre Moriaud Eugène Richard Gustave Ador Michel Chauvet | FL FL LM FL LM | 6 599 6 531 6 263 5 905 5 779 5 757 5 741 5 217 5 123 5 105 | 56,6 % 56,1 % 53,8 % 50,7 % 49,6 % 49,4 % 49,3 % 44,8 % 44,0 % 43,8 % |
| Nr. 49    | 5     | 16. November 1884 (2. Wahlgang) | 18 530            | 11 365          | 61,3 %            | Gustave-Jules Pictet Moïse Vautier | LM FL          | 6 039 5 326                                                 | 53,1 % 46,8 %                                                         |

### Kanton Glarus (2 Sitze)
| Wahlkreis | Anzahl Sitze | Datum            | Wahlbe- rechtigte | Anzahl Wählende | Wahlbe- teiligung | Gewählte und Nichtgewählte       | Partei | Stimmen     | Anteil        |
| --------- | ------------ | ---------------- | ----------------- | --------------- | ----------------- | -------------------------------- | ------ | ----------- | ------------- |
| Nr. 19    | 2            | 26. Oktober 1884 | 8 031             | 3 828           | 47,7 %            | Charles Mercier Kaspar Schindler | LM DL  | 3 198 3 157 | 84,9 % 83,8 % |

### Kanton Graubünden (5 Sitze)
| Wahlkreis | Sitze | Datum                          | Wahlbe- rechtigte | Anzahl Wählende | Wahlbe- teiligung | Gewählte und Nichtgewählte                                                          | Partei      | Stimmen                 | Anteil                      |
| --------- | ----- | ------------------------------ | ----------------- | --------------- | ----------------- | ----------------------------------------------------------------------------------- | ----------- | ----------------------- | --------------------------- |
| Nr. 33    | 2     | 26. Oktober 1884               | 9 371             | 6 287           | 67,1 %            | Peter Theophil Bühler Luzius Raschein Theophil von Sprecher Matthäus Risch          | LM FL ER DL | 3 164 3 125 3 086 2 863 | 50,3 % 49,7 % 49,1 % 45,5 % |
| Nr. 33    | 2     | 9. November 1884 (2. Wahlgang) | 9 562             | 7 442           | 77,8 %            | Luzius Raschein Theophil von Sprecher                                               | FL ER       | 3 862 3 515             | 51,9 % 47,2 %               |
| Nr. 34    | 2     | 26. Oktober 1884               | 8 380             | 6 811           | 81,3 %            | Caspar Decurtins Johann Schmid Johann Anton Casparis jr. Johann Bartholome Caflisch | KK KK FL    | 4 487 3 983 2 750 1 780 | 65,9 % 58,5 % 40,4 % 26,1 % |
| Nr. 35    | 1     | 26. Oktober 1884               | 4 079             | 2 283           | 56,0 %            | Andrea Bezzola Pietro Antonio Soldani                                               | FL ER       | 1 658 0 579             | 72,6 % 25,4 %               |

### Kanton Luzern (7 Sitze)
| Wahlkreis | Sitze | Datum            | Wahlbe- rechtigte | Anzahl Wählende | Wahlbe- teiligung | Gewählte und Nichtgewählte                                                 | Partei   | Stimmen                 | Anteil                      |
| --------- | ----- | ---------------- | ----------------- | --------------- | ----------------- | -------------------------------------------------------------------------- | -------- | ----------------------- | --------------------------- |
| Nr. 11    | 2     | 26. Oktober 1884 | 9 697             | 7 709           | 79,5 %            | Josef Vonmatt Friedrich Wüest Jakob Schmid Xaver Schnieper                 | FL FL KK | 4 173 4 042 3 460 3 397 | 54,5 % 52,8 % 45,2 % 44,3 % |
| Nr. 12    | 1     | 26. Oktober 1884 | 3 904             | 1 704           | 43,7 %            | Josef Zemp                                                                 | KK       | 1 683                   | 99,5 %                      |
| Nr. 13    | 2     | 26. Oktober 1884 | 7 986             | 6 318           | 79,1 %            | Josef Erni Candid Hochstrasser Alfred Steiger Franz Pfenninger             | KK KK FL | 3 890 3 870 2 255 2 254 | 62,3 % 62,0 % 36,1 % 36,1 % |
| Nr. 14    | 2     | 26. Oktober 1884 | 8 669             | 5 397           | 62,3 %            | Philipp Anton von Segesser Franz Xaver Beck Karl Herzog Melchior Schürmann | KK KK FL | 3 977 3 930 1 344 1 313 | 74,3 % 73,4 % 25,1 % 24,5 % |

### Kanton Neuenburg (5 Sitze)
| Wahlkreis | Sitze | Datum            | Wahlbe- rechtigte | Anzahl Wählende | Wahlbe- teiligung | Gewählte und Nichtgewählte                                                                                | Partei   | Stimmen                                   | Anteil                                           |
| --------- | ----- | ---------------- | ----------------- | --------------- | ----------------- | --- | -------- | ----------------------------------------- | ------------------------------------------------ |
| Nr. 48    | 5     | 26. Oktober 1884 | 24 109            | 6 040           | 25,1 %            | Numa Droz Charles-Émile Tissot Henri Morel Robert Comtesse Arnold Grosjean Ferdinand Richard Alfred Borel | FL FL LM | 4 548 4 441 4 435 4 428 4 420 1 627 1 608 | 75,3 % 73,5 % 73,4 % 73,3 % 73,2 % 26,9 % 26,6 % |
| Nr. 48    | 5     | 25. Januar 1885  | 24 109            | 3 000           | 12,4 %            | Henri-Louis Henry                                                                                         | FL       | 2 531                                     | 84,4 %                                           |

### Kanton Nidwalden (1 Sitz)
| Wahlkreis | Sitze | Datum            | Wahlbe- rechtigte | Anzahl Wählende | Wahlbe- teiligung | Gewählte und Nichtgewählte       | Partei | Stimmen     | Anteil        |
| --------- | ----- | ---------------- | ----------------- | --------------- | ----------------- | -------------------------------- | ------ | ----------- | ------------- |
| Nr. 18    | 1     | 26. Oktober 1884 | 2 766             | 1 292           | 46,7 %            | Robert Durrer Ferdinand Businger | KK FL  | 1 008 0 216 | 79,4 % 17,0 % |

### Kanton Obwalden (1 Sitz)
| Wahlkreis | Anzahl Sitze | Datum            | Wahlbe- rechtigte | Anzahl Wählende | Wahlbe- teiligung | Gewählte und Nichtgewählte | Partei | Stimmen | Anteil |
| --------- | ------------ | ---------------- | ----------------- | --------------- | ----------------- | -------------------------- | ------ | ------- | ------ |
| Nr. 17    | 1            | 26. Oktober 1884 | 3 634             | 1 389           | 38,2 %            | Nicolaus Hermann           | KK     | 1 318   | 95,4 % |

### Kanton Schaffhausen (2 Sitze)
| Wahlkreis | Sitze | Datum            | Wahlbe- rechtigte | Anzahl Wählende | Wahlbe- teiligung | Gewählte und Nichtgewählte     | Partei | Stimmen     | Anteil        |
| --------- | ----- | ---------------- | ----------------- | --------------- | ----------------- | ------------------------------ | ------ | ----------- | ------------- |
| Nr. 27    | 2     | 26. Oktober 1884 | 7 679             | 7 361           | 95,9 %            | Robert Grieshaber Wilhelm Joos | FL DL  | 6 171 5 848 | 92,3 % 87,4 % |

### Kanton Schwyz (3 Sitze)
| Wahlkreis | Sitze | Datum            | Wahlbe- rechtigte | Anzahl Wählende | Wahlbe- teiligung | Gewählte und Nichtgewählte                              | Partei | Stimmen           | Anteil               |
| --------- | ----- | ---------------- | ----------------- | --------------- | ----------------- | ------------------------------------------------------- | ------ | ----------------- | -------------------- |
| Nr. 16    | 3     | 26. Oktober 1884 | 11 972            | 3 538           | 29,6 %            | Nikolaus Benziger Vital Schwander sr. Fridolin Holdener | KK KK  | 3 406 3 373 3 357 | 97,6 % 96,7 % 96,2 % |

### Kanton Solothurn (4 Sitze)
| Wahlkreis | Sitze | Datum            | Wahlbe- rechtigte | Anzahl Wählende | Wahlbe- teiligung | Gewählte und Nichtgewählte                                                        | Partei   | Stimmen                                   | Anteil                                    |
| --------- | ----- | ---------------- | ----------------- | --------------- | ----------------- | --------------------------------------------------------------------------------- | -------- | ----------------------------------------- | ----------------------------------------- |
| Nr. 24    | 4     | 26. Oktober 1884 | 16 754            | 12 650          | 75,5 %            | Bernhard Hammer Simon Kaiser Urs Schild Albert Brosi Constant Glutz Eusebius Vogt | FL FL KK | 12 440 12 249 08 830 08 668 03 894 03 836 | 98,3 % 96,8 % 69,8 % 68,5 % 30,8 % 30,3 % |
| Nr. 24    | 4     | 20. Januar 1885  | 16 754            | 6 629           | 39,6 %            | Urs Viktor Heutschi                                                               | FL       | 06 471                                    | 97,6 %                                    |

### Kanton St. Gallen (10 Sitze)
| Wahlkreis | Sitze | Datum            | Wahlbe- rechtigte | Anzahl Wählende | Wahlbe- teiligung | Gewählte und Nichtgewählte | Partei            | Stimmen                                                 | Anteil                                                  |
| --------- | ----- | ---------------- | ----------------- | --------------- | ----------------- | --- | ----------------- | ------------------------------------------------------- | ------------------------------------------------------- |
| Nr. 30    | 4     | 26. Oktober 1884 | 18 593            | 13 849          | 74,5 %            | Johann Gebhard Lutz Roderich Albert Kunkler Adolf Grubenmann Christoph Tobler Jakob Hermann Wartmann Thomas Thoma Johann Sturzenegger Johann Jakob Müller | KK DL ER FL LM FL | 10 549 07 938 07 683 07 640 06 515 03 603 03 302 01 413 | 78,7 % 59,2 % 57,3 % 57,0 % 48,6 % 26,9 % 24,6 % 10,5 % |
| Nr. 31    | 3     | 26. Oktober 1884 | 16 040            | 11 288          | 70,4 %            | Wilhelm Good Gallus August Suter Carl Theodor Curti Thomas Thoma                                                                                          | KK FL DL LM       | 10 198 09 899 08 868 01 811                             | 92,5 % 89,9 % 80,4 % 16,4 %                             |
| Nr. 32    | 3     | 26. Oktober 1884 | 16 353            | 13 711          | 83,8 %            | Johann Fridolin Müller Johann Joseph Keel Laurenz Schönenberger Georg Grob Arnold Schweitzer Johann Georg Berlinger                                       | KK KK FL          | 11 126 08 028 07 978 04 655 04 340 02 716               | 82,8 % 59,8 % 59,4 % 34,7 % 32,3 % 20,2 %               |

### Kanton Tessin (7 Sitze)
| Wahlkreis | Sitze | Datum            | Wahlbe- rechtigte | Anzahl Wählende | Wahlbe- teiligung | Gewählte und Nichtgewählte | Partei   | Stimmen                                                     | Anteil                                                                |
| --------- | ----- | ---------------- | ----------------- | --------------- | ----------------- | --- | -------- | ----------------------------------------------------------- | --------------------------------------------------------------------- |
| Nr. 40    | 2     | 26. Oktober 1884 | 11 667            | 6 998           | 59,9 %            | Carlo Battaglini Costantino Bernasconi Massimiliano Magatti Erennio Spinelli                                                                               | FL FL KK | 3 626 3 596 3 385 3 312                                     | 51,8 % 51,4 % 48,4 % 47,3 %                                           |
| Nr. 41    | 5     | 26. Oktober 1884 | 26 115            | 12 493          | 47,8 %            | Martino Pedrazzini Ignazio Polar Giovanni Dazzoni Carlo Vonmentlen Agostino Gatti Giuseppe Pedroli Mosè Sacchi Emilio Censi Stefano Gabuzzi Giacomo Lepori | KK KK FL | 7 842 7 768 7 764 7 758 7 651 4 599 4 552 4 502 4 477 4 424 | 62,8 % 62,2 % 62,1 % 62,1 % 61,2 % 36,8 % 36,4 % 36,0 % 35,8 % 35,4 % |

### Kanton Thurgau (5 Sitze)
| Wahlkreis | Sitze | Datum            | Wahlbe- rechtigte | Anzahl Wählende | Wahlbe- teiligung | Gewählte und Nichtgewählte | Partei            | Stimmen                                                 | Anteil                                                  |
| --------- | ----- | ---------------- | ----------------- | --------------- | ----------------- | --- | ----------------- | ------------------------------------------------------- | ------------------------------------------------------- |
| Nr. 39    | 5     | 26. Oktober 1884 | 23 675            | 17 712          | 74,8 %            | Friedrich Heinrich Häberlin Jakob Huldreich Bachmann Johann Philipp Heitz Gustav Merkle Adolf Deucher August Wild Johann Jakob Schümperlin J. A. Scherrer-Füllemann | FL LM FL KK FL DL | 16 429 16 347 16 144 14 580 13 922 03 202 02 390 02 189 | 92,7 % 92,3 % 91,1 % 82,3 % 78,6 % 18,1 % 13,5 % 12,4 % |
| Nr. 39    | 5     | 11. Januar 1885  | 23 675            | 16 389          | 69,2 %            | Johann Jakob Schümperlin | FL                | 14 184                                                  | 86,5 %                                                  |

### Kanton Uri (1 Sitz)
| Wahlkreis | Sitze | Datum            | Wahlbe- rechtigte | Anzahl Wählende | Wahlbe- teiligung | Gewählte und Nichtgewählte                   | Partei | Stimmen     | Anteil        |
| --------- | ----- | ---------------- | ----------------- | --------------- | ----------------- | -------------------------------------------- | ------ | ----------- | ------------- |
| Nr. 15    | 1     | 26. Oktober 1884 | 4 069             | 2 607           | 64,1 %            | Josef Arnold Gustav Muheim (Politiker, 1851) | KK KK  | 2 148 0 187 | 89,6 % 07,8 % |

### Kanton Waadt (12 Sitze)
| Wahlkreis | Sitze | Datum            | Wahlbe- rechtigte | Anzahl Wählende | Wahlbe- teiligung | Gewählte und Nichtgewählte | Partei   | Stimmen                                                               | Anteil                                                                |
| --------- | ----- | ---------------- | ----------------- | --------------- | ----------------- | --- | -------- | --------------------------------------------------------------------- | --------------------------------------------------------------------- |
| Nr. 42    | 5     | 26. Oktober 1884 | 23 221            | 12 133          | 52,3 %            | Louis Ruchonnet Louis Mayor Eugène Ruffy Louis Paschoud Louis Chausson Charles Boiceau Louis Rambert Julien Dubochet Adolphe Jaquier Jean-Louis Pousaz | FL FL LM | 07 622 07 336 07 126 07 115 06 946 05 111 04 856 04 542 04 452 04 229 | 62,8 % 60,5 % 58,7 % 58,6 % 57,2 % 42,5 % 40,0 % 37,4 % 36,7 % 34,8 % |
| Nr. 42    | 5     | 11. Januar 1885  | 23 221            | ca. 5 000       | 21,5 %            | Charles-Eugène Fonjallaz | FL       | 04 718                                                                | 94,3 %                                                                |
| Nr. 43    | 4     | 26. Oktober 1884 | 20 670            | 11 891          | 57,5 %            | Jacques-François Viquerat Louis Déglon Frédéric Criblet Donat Golaz Eugène Rochaz Gustave de Guimps                                                    | FL FL LM | 10 029 09 995 08 187 08 073 03 892 03 400                             | 86,0 % 85,5 % 69,8 % 68,8 % 33,2 % 29,0 %                             |
| Nr. 44    | 3     | 26. Oktober 1884 | 14 999            | 8 373           | 55,8 %            | Adrien Thélin Charles Baud Jules Colomb Aymon de Gingins Louis Berdez Charles Pellegrin                                                                | FL FL LM | 05 119 05 038 04 935 03 481 02 958 02 928                             | 62,0 % 61,0 % 59,8 % 42,2 % 35,8 % 35,5 %                             |

### Kanton Wallis (5 Sitze)
| Wahlkreis | Sitze | Datum            | Wahlbe- rechtigte | Anzahl Wählende | Wahlbe- teiligung | Gewählte und Nichtgewählte                                 | Partei   | Stimmen                 | Anteil                      |
| --------- | ----- | ---------------- | ----------------- | --------------- | ----------------- | ---------------------------------------------------------- | -------- | ----------------------- | --------------------------- |
| Nr. 45    | 2     | 26. Oktober 1884 | 10 279            | 7 045           | 68,5 %            | Hans Anton von Roten Victor de Chastonay Ignaz Zenruffinen | KK KK LM | 6 394 4 843 2 536       | 90,8 % 68,8 % 36,0 %        |
| Nr. 46    | 1     | 26. Oktober 1884 | 5 294             | 2 834           | 53,5 %            | Maurice Evéquoz                                            | KK       | 2 722                   | 96,4 %                      |
| Nr. 47    | 2     | 26. Oktober 1884 | 11 011            | 7 591           | 68,9 %            | Charles de Werra Fidèle Joris Louis Barman Henry zum Offen | KK KK FL | 4 410 4 171 3 266 3 218 | 58,2 % 55,1 % 43,1 % 42,5 % |

### Kanton Zug (1 Sitz)
| Wahlkreis | Sitze | Datum            | Wahlbe- rechtigte | Anzahl Wählende | Wahlbe- teiligung | Gewählte und Nichtgewählte        | Partei | Stimmen     | Anteil        |
| --------- | ----- | ---------------- | ----------------- | --------------- | ----------------- | --------------------------------- | ------ | ----------- | ------------- |
| Nr. 20    | 1     | 26. Oktober 1884 | 5 694             | 3 217           | 56,5 %            | Theodor Keiser Heinrich Henggeler | KK FL  | 1 690 1 458 | 53,3 % 46,0 % |

### Kanton Zürich (16 Sitze)
| Wahlkreis | Sitze | Datum                          | Wahlbe- rechtigte | Anzahl Wählende | Wahlbe- teiligung | Gewählte und Nichtgewählte | Partei             | Stimmen                                                               | Anteil                                                                |
| --------- | ----- | ------------------------------ | ----------------- | --------------- | ----------------- | --- | ------------------ | --------------------------------------------------------------------- | --------------------------------------------------------------------- |
| Nr. 1     | 5     | 26. Oktober 1884               | 23 551            | 15 412          | 65,4 %            | Melchior Römer Conrad Cramer-Frey Wilhelm Hertenstein Ulrich Meister jr. Arnold Syfrig Johannes Ryf Johann Jakob Schäppi Johann Bosshard Jakob Vogelsanger Jakob Itschner | LM LM DL LM DL Soz | 10 692 10 456 07 592 07 429 06 297 05 604 05 321 04 748 01 955 01 636 | 84,0 % 82,2 % 60,0 % 58,4 % 49,5 % 44,0 % 41,8 % 33,0 % 15,4 % 12,9 % |
| Nr. 1     | 5     | 9. November 1884 (2. Wahlgang) | 23 731            | 15 359          | 64,7 %            | Arnold Syfrig Johannes Ryf | DL LM              | 10 579 04 655                                                         | 68,8 % 30,3 %                                                         |
| Nr. 1     | 5     | 11. Januar 1885                | ca. 24 000        | 15 677          | 65,3 %            | Johann Jakob Schäppi Arnold Vögeli | DL LM              | 07 385 06 881                                                         | 51,2 % 47,7 %                                                         |
| Nr. 2     | 4     | 26. Oktober 1884               | 19 361            | 12 074          | 62,3 %            | Heinrich Landis Johann Heinrich Bühler-Honegger Jakob Brennwald Johann Jakob Keller                                                                                       | LM LM DL           | 08 103 08 085 08 060 08 002                                           | 67,1 % 66,9 % 66,7 % 66,3 %                                           |
| Nr. 3     | 4     | 26. Oktober 1884               | 19 036            | 13 039          | 68,5 %            | Rudolf Geilinger Johannes Stössel Friedrich Salomon Vögelin Ludwig Forrer Jakob Vogelsanger                                                                               | DL DL Soz          | 08 076 07 896 07 449 06 845 00 841                                    | 99,7 % 97,5 % 92,0 % 84,5 % 10,4 %                                    |
| Nr. 4     | 3     | 26. Oktober 1884               | 12 483            | 8 331           | 66,7 %            | Friedrich Scheuchzer Johannes Moser Johann Jakob Sulzer | DL DL              | 04 665 04 617 04 588                                                  | 95,3 % 94,3 % 93,7 %                                                  |

## Ersatzwahlen bis 1887
Aufgrund von Vakanzen während der darauf folgenden 13. Legislaturperiode fanden in acht Wahlkreisen zehn Ersatzwahlen statt.
| Wahlkreis / Kanton | Ersatz für              | Datum                         | Wahlbe- rechtigte | Anzahl Wählende | Wahlbe- teiligung | Gewählte und Nichtgewählte             | Partei | Stimmen     | Anteil        |
| ------------------ | ----------------------- | ----------------------------- | ----------------- | --------------- | ----------------- | -------------------------------------- | ------ | ----------- | ------------- |
| Nr. 7 (BE)         | Karl Karrer             | 30. Mai 1886                  | ca. 15 440        | 7 384           | 47,8 %            | Adolf Müller Jakob Affolter            | FL FL  | 3 904 3 459 | 52,9 % 46,8 % |
| Nr. 8 (BE)         | Johann Bützberger       | 9. Mai 1886                   | ca. 17 430        | 10 582          | 60,7 %            | Johannes Schär Jakob Affolter          | BVP FL | 5 280 4 669 | 51,7 % 45,7 % |
| Nr. 9 (BE)         | Charles Kuhn            | 2. Mai 1886                   | ca. 15 700        | 8 206           | 52,3 %            | Karl Engel                             | FL     | 5 970       | 87,3 %        |
| Nr. 9 (BE)         | Rudolf Niggeler         | 27. März 1887                 | ca. 15 700        | 3 687           | 23,5 %            | Eduard Bähler                          | FL     | 5 970       | 87,3 %        |
| Nr. 24 (SO)        | Urs Viktor Heutschi     | 2. Mai 1886                   | 17 100            | 13 261          | 77,5 %            | Wilhelm Vigier Rudolf Stuber           | FL KK  | 8 222 4 880 | 62,0 % 36,8 % |
| Nr. 30 (SG)        | Roderich Albert Kunkler | 14. Februar 1886              | 18 536            | 12 394          | 66,9 %            | Jakob Müller Flavian Bislin            | FL DL  | 6 284 5 878 | 50,7 % 47,4 % |
| Nr. 37 (AG)        | Theodor Haller          | 13. März 1887                 | 15 791            | 12 401          | 78,5 %            | Max Alphonse Erismann Gottlieb Käppeli | LM FL  | 6 429 5 457 | 51,8 % 44,0 % |
| Nr. 43 (VD)        | Donat Golaz             | 31. Mai 1885                  | 21 450            | 5 651           | 26,3 %            | Jean Cavat                             | FL     | 5 296       | 93,7 %        |
| Nr. 43 (VD)        | Frédéric Criblet        | 22. August 1886               | 20 573            | 4 666           | 22,7 %            | Ami Campiche                           | FL     | 4 482       | 96,1 %        |
| Nr. 47 (VS)        | Fidèle Joris            | 5. Dezember 1886              | 11 240            | 4 914           | 43,7 %            | Henri Bioley                           | KK     | 4 742       | 96,5 %        |
| Nr. 47 (VS)        | Fidèle Joris            | 23. Januar 1887 (2. Wahlgang) | 11 242            | 9 197           | 81,8 %            | Émile Gaillard Henri Bioley            | FL KK  | 4 678 4 490 | 50,9 % 48,8 % |

## Quelle
- Erich Gruner: Die Wahlen in den Schweizerischen Nationalrat 1848–1919. Band 3. Francke Verlag, Bern 1978, ISBN 3-7720-1445-3, S. 187–199.